# Pseudopecoelus umbrinae
Pseudopecoelus umbrinae är en plattmaskart. Pseudopecoelus umbrinae ingår i släktet Pseudopecoelus och familjen Opecoelidae. Inga underarter finns listade i Catalogue of Life.